# Pleasant View (Utah)
Pour les articles homonymes, voir Pleasant View.
Pleasant View est une municipalité américaine située dans le comté de Weber en Utah. Lors du recensement de 2010, sa population est de 7 979 habitants.

## Géographie
Pleasant View est située aux pieds du Ben Lomond (en), un pic de la chaîne Wasatch.
La municipalité s'étend sur 6,91 milles carrés (17,9 km2).

## Histoire
La localité est fondée en 1851 par la famille de Simeon Cragun. Elle est d'abord appelée West End ou West District, en raison de sa localisation à l'ouest de North Ogden, puis Stringtown. La ville est renommée Pleasant View (« agréable vue ») par Wilford Cragun, le fils de Simeon, en 1882. Elle devient une municipalité le 27 août 1945.

## Démographie
La population de Pleasant View est estimée à 9 716 habitants au 1er juillet 2016.
| Groupe                           | Pleasant View | Utah | États-Unis |
| -------------------------------- | ------------- | ---- | ---------- |
| Blancs                           | 97,8          | 91,1 | 76,9       |
| Asiatiques                       | 1,0           | 2,5  | 5,7        |
| Métis                            | 0,9           | 2,5  | 2,6        |
|                                  |               |      |            |
| Hispaniques et Latino-Américains | 7,5           | 13,8 | 17,8       |

Le revenu par habitant était en moyenne de 30 219 dollars par an entre 2012 et 2016, supérieur à la moyenne de l'Utah (25 600 dollars) et à la moyenne nationale (29 829 dollars), malgré un revenu médian par foyer supérieur. Sur cette même période, 5,3 % des habitants de Pleasant View vivaient sous le seuil de pauvreté (contre 10,2 % dans l'État et 12,7 % à l'échelle des États-Unis).